# All About Anna
All About Anna è un film del 2005 diretto da Jessica Nilsson.
La pellicola, che ha per protagonisti Gry Bay e Mark Stevens, è esplicita nella sua esplorazione dei rapporti sessuali. Il film è una co-produzione tra la Innocent Pictures e la Zentropa Productions di Lars von Trier, ed è il terzo film erotico per donne prodotto dalla Zentropa, dopo Constance (1998) e Pink Prison (1999). Tutti e tre i film sono basati sul Manifesto del Puzzy Power redatto dalla Zentropa nel 1997. Lars von Trier è il produttore esecutivo del film.

## Trama
Anna è una donna single che cerca di mantenere una vita sessuale attiva senza imbattersi in relazioni sentimentali. Ma quando reincontra una ex-fiamma, inizia a chiedersi per quanto a lungo potrà andare avanti con la sua indipendenza dai sentimenti, e se in fondo è quello che vuole veramente. Nello stesso periodo, le viene offerto un lavoro come costumista teatrale in Francia, dove gli attori locali Pierre e Sophie le offrono nuove tentazioni.

## Riconoscimenti
All About Anna è stato presentato ufficialmente al festival di Zurigo (Zürich Film Festival) e all'Io, Isabella International film week.
Nel 2006 il film ha ricevuto due candidature agli EroticLine Awards nelle categorie Miglior Debutto Internazionale (Gry Bay) e Miglior Attore Internazionale (Mark Stevens).
Nel 2007 ha vinto tre Scandinavian Adult Awards, tra cui Miglior Film Scandinavo a Coppie, Miglior Attore Scandinavo (Thomas Raft) e Star Scandinava più venduta del 2006 (Gry Bay).
È stato programmato nella rassegna Cinematic Sexualities in the 21st Century, organizzata da Doc Films in collaborazione con il Film Studies Center dell'Università di Chicago

## Versioni
Esistono almeno tre versioni del film. Il DVD uscito originariamente in Scandinavia contiene sia il Producer's Cut che il Director's Cut, ma esiste anche una versione softcore nella quale è stata tagliata una scena di fellatio dell'attrice Eileen Daly (presente in entrambe le altre versioni).
La prima proiezione americana del film si è tenuta con grande successo il 18 gennaio 2007 a Chicago.
L'uscita del DVD negli Stati Uniti, in edizione doppio disco, è avvenuta nella primavera del 2007.